# Горшков Анатолій Іванович
Анатолій Іванович Горшков (4 серпня 1958) — радянський та український легкоатлет, спеціаліст зі спортивної ходьби. Виступав за збірні СРСР та України з легкої атлетики в 1980-х та 1990-х роках, дворазовий переможець Кубка світу у командному заліку, призер першостей всесоюзного значення, учасник низки великих міжнародних стартів.

## Біографія
Анатолій Горшков народився 4 серпня 1958 року. Займався легкою атлетикою у Києві, був членом добровільного спортивного товариства «Динамо».
Уперше заявив про себе на всесоюзному рівні в сезоні 1983 року, коли в ходьбі на 20 км виграв срібну медаль на чемпіонаті країни в рамках VIII літньої Спартакіади народів СРСР у Москві — поступився лише харків'янину Миколі Винниченку. Потрапивши до складу радянської збірної, виступив на чемпіонаті світу з легкої атлетики в Гельсінкі, що вперше проводився, де в тій самій дисципліні посів підсумкове 11-те місце. На Кубку світу в Бергені показав восьмий результат в особистому заліку 20 км і тим самим допоміг своїм співвітчизникам виграти загальний чоловічий залік (Кубок Лугано)..
У 1985 році на дистанції 20 км отримав срібло на чемпіонаті СРСР у Ленінграді, тоді як на Кубку світу в Сент-Джонсі посів 11-те місце в особистому заліку і став срібним призером командного заліку.
У 1986 році був п'ятим на Іграх доброї волі у Москві.
1987 року з особистим рекордом 1:20:04 виграв бронзову медаль на Кубку світу в Нью-Йорку і знову переміг у командному заліку — із показаним тут результатом за підсумками сезону став шостим у світовому рейтингу. Також взяв участь у чемпіонаті світу в Римі, де посів 26 місце.
Після розпаду Радянського Союзу виступав за українську національну збірну. Так, у 1995 році представляв Україну на Кубку світу в Пекіні, показавши в ходьбі на 20 км 49-й результат.
У 1997 році на Кубку світу в Подебрадах встановив особистий рекорд у дисципліні 50 км — 4:01:01, посів із цим результатом підсумкове 38-ме місце.
Після завершення активної спортивної кар'єри регулярно брав участь в аматорських та ветеранських змаганнях з легкої атлетики. Зокрема, у 2018 році на майстерському чемпіонаті світу в Малазі завоював срібну медаль у ходьбі на 10 км у віковій категорії M60.